# Caridina
Caridina je rod sladkovodních krevet hojně se vyskytujících v tropických nebo subtropických vodách v Asii, Oceánii a Africe. Jsou to všežraví mrchožrouti. Jejich délka se pohybuje od 0,9 do 9,8 mm v délce krunýře.

## Taxonomie a druhy
Existují důkazy o hybridizaci mezi sympatickými taxony, které vyžadují opatrnost při interpretaci molekulárních fylogenetických analýz, které nepoužívají velké množství vzorků.
Od března 2022 uvádí Integrovaný taxonomický informační systém rod Caridina s 340 druhy. Patří mezi ně následující druhy:
- Caridina ablepsia Guo, Jiang & Zhang, 1992
- Caridina acuta Liang, Chen & W.-X. Li, 2005
- Caridina acutirostris Schenkel, 1902
- Caridina africana Kingsley, 1883
- Caridina alba J. Li & S. Li, 2010
- Caridina alphonsi Bouvier, 1919
- Caridina amnicolizambezi Richard & Clark, 2009
- Caridina amoyensis Liang & Yan, 1977
- Caridina angulata Bouvier, 1905
- Caridina angustipes Guo & Liang, 2003
- Caridina anislaq Cai, Choy & Ng, 2009
- Caridina annandalei Kemp, 1918
- Caridina apodosis Cai & N. K. Ng, 1999
- Caridina appendiculata Jalihal & Shenoy, 1998
- Caridina aruensis Roux, 1911
- Caridina bakoensis Ng, 1995
- Caridina bamaensis Liang & Yan, 1983
- Caridina baojingensis Guo, He & Bai, 1992
- Caridina barakoma de Mazancourt a kol. 2020
- Caridina batuan Cai, Choy & Ng, 2009
- Caridina belazoniensis Richard & Clark, 2009
- Caridina boehmei Klotz & von Rintelen, 2013
- Caridina boholensis Cai, Choy & Ng, 2009
- Caridina brachydactyla De Man, 1908
- Caridina brevidactyla Roux, 1919
- Caridina breviata N. K. Ng & Cai, 2000
- Caridina brevicarpalis De Man, 1892
- Caridina brevispina Liang & Yan, 1986
- Caridina bruneiana Choy, 1992
- Caridina buehleri Roux, 1934
- Caridina buergersi Karge, von Rintelen & Klotz, 2010
- Caridina buhi Cai & Shokita, 2006
- Caridina bunyonyiensis Richard & Clark, 2005
- Caridina burmensis Cai & Ng, 2000
- Caridina butonensis Klotz & von Rintelen, 2013
- Caridina caerulea von Rintelen & Cai, 2009
- Caridina calmani Bouvier, 1919
- Caridina camaro Cai, Choy & Ng, 2009
- Caridina cantonensis Yü, 1938
- Caridina caobangensis S.-Q. Li & Liang, 2002
- Caridina carli Roux, 1931
- Caridina cavalerieioides Liu & Liang v Liangu, 2004
- Caridina caverna Liang, Chen & W.-X. Li, 2005
- Caridina cavernicola Liang & Zhou, 1993
- Caridina cebuensis Cai & Shokita, 2006
- Caridina celebensis De Man, 1892
- Caridina celestinoi Blanco, 1939
- Caridina chauhani Chopra & Tiwari, 1949
- Caridina choiseul de Mazancourt a kol. 2020
- Caridina chishuiensis Cai & Yuan, 1996
- Caridina clandestina Klotz et al., 2023
- Caridina clavipes Guo & Liang, 2003
- Caridina clinata Cai, X. Q. Nguyên & Ng, 1999
- Caridina cognata De Man, 1915
- Caridina confusa Choy & Marshall, 1997
- Caridina congoensis Richard & Clark, 2009
- Caridina cornuta Liang & Yan, 1986
- Caridina costai de Silva, 1982
- Caridina crassipes Liang, 1993
- Caridina crurispinata Gurney, 1984
- Caridina cucphuongensis Đăng, 1980
- Caridina curta Liang & Cai, 2000
- Caridina demani Roux, 1911
- Caridina demenica Cai & Li, 1997
- Caridina dennerli von Rintelen & Cai, 2009
- Caridina denticulata De Haan, 1844
- Caridina dentifrons N. K. Ng & Cai, 2000
- Caridina devaneyi Choy, 1991
- Caridina dianchiensis Liang & Yan, 1985
- Caridina disjuncta Cai & Liang, 1999
- Caridina disparidentata Liang, Yan & Wang, 1984
- Caridina ebuneus Richard & Clark, 2009
- Caridina edulis Bouvier, 1904
- Caridina elisabethae Karge, von Rintelen & Klotz, 2010
- Caridina elliptica Cai & Yuan, 1996
- Caridina elongapoda Liang & Yan, 1977
- Caridina endehensis De Man, 1892
- Caridina ensifera Schenkel, 1902
- Caridina evae Richard & Clark, 2009
- Caridina excavata Kemp, 1913
- Caridina excavatoides Johnson, 1961
- Caridina fasciata Hung, Chan & Yu, 1993
- Caridina fecunda Roux, 1911
- Caridina feixiana Cai & Liang, 1999
- Caridina fernandoi Arudpragasam & Costa, 1962
- Caridina fijiana Choy, 1983
- Caridina flavilineata Đăng, 1975
- Caridina formosae Hung, Chan & Yu, 1993
- Caridina fossarum Heller, 1862
- Caridina fusca Klotz, Wowor & von Rintelen, 2021
- Caridina gabonensis Roux, 1927
- Caridina ghanensis Richard & Clark, 2009
- Caridina glaubrechti von Rintelen & Cai, 2009
- Caridina glossopoda Liang, Guo & Gao, 1993
- Caridina gordonae Richard & Clark, 2005
- Caridina gortio Cai & Anker, 2004
- Caridina gracilipes De Man, 1892
- Caridina gracilirostris De Man, 1892
- Caridina gracillima Lanchester, 1901
- Caridina grandirostris Stimpson, 1860
- Caridina guangxiensis Liang & Zhou, 1993
- Caridina gueryi Marquet, Keith & Kalfatak, 2009
- Caridina guiyangensis Liang, 2002
- Caridina gurneyi Jalihal, Shenoy & Sankolli, 1984
- Caridina hainanensis Liang & Yan, 1983
- Caridina hanshanensis Tan, 1990
- Caridina harmandi Bouvier, 1906
- Caridina hodgarti Kemp, 1913
- Caridina holthuisi von Rintelen & Cai, 2009
- Caridina hongyanensis Cai & Yuan, 1996
- Caridina hova Nobili, 1905
- Caridina huananensis Liang, 2004
- Caridina hubeiensis Liang & S.-Q. Li, 1993
- Caridina hunanensis Liang, Guo & Gao, 1993
- Caridina imitatrix Holthuis, 1970
- Caridina intermedia de Mazancourt a kol. 2020
- Caridina jalihali Mariappan & Richard, 2006
- Caridina jeani Cai, 2010
- Caridina jiangxiensis Liang & Zheng, 1985
- Caridina johnsoni Cai, Ng & Choy, 2007
- Caridina kaombeflutilis Richard & Clark, 2010
- Caridina kempi Jalihal, Shenoy & Sankolli, 1984
- Caridina kilimae Hilgendorf, 1898
- Caridina kunmingensis Z.-Z. Wang & Liang, 2001
- Caridina kunnathurensis Richard & Chandran, 1994
- Caridina laevis Heller, 1862
- Caridina lamiana Holthuis, 1965
- Caridina lanceifrons Yu, 1936
- Caridina lanceolata Woltereck, 1937
- Caridina lanzana Holthuis, 1980
- Caridina laoagensis Blanco, 1939
- Caridina laroeha Klotz & von Rintelen, 2013
- Caridina leclerci Cai & Ng, 2009
- Caridina leucosticta Stimpson, 1860
- Caridina leytensis Blanco, 1939
- Caridina liangi Jiang, Guo & Zhang, 2002
- Caridina liaoi Cai, Choy & Ng, 2009
- Caridina lilianae Klotz, Wowor & von Rintelen, 2021
- Caridina lima Liang, Guo & Gao, 1993
- Caridina linduensis Roux, 1904
- Caridina parvirostris De Man, 1892
- Caridina parvocula Gurney, 1984
- Caridina parvula von Rintelen & Cai, 2009
- Caridina paucidentata Wang & Liang, 2005
- Caridina paucidentata L.-Q. Wang & Liang, 2005
- Caridina pedicultrata Guo & Choy, 1994
- Caridina peninsularis Kemp, 1918
- Caridina petiti Roux, 1929
- Caridina pingi Yü, 1938
- Caridina pingioides Yü, 1938
- Caridina piokourterai de Maz. 2020
- Caridina pisuku de Mazancourt a kol. 2020
- Caridina plicata Liang, 2004
- Caridina poarae de Mazancourt et al. 2020
- Caridina poso Klotz, Wowor & von Rintelen, 2021
- Caridina prashadi Tiwari & R. S. Pillai, 1971
- Caridina pristis Roux, 1931
- Caridina profundicola von Rintelen & Cai, 2009
- Caridina propinqua De Man, 1908
- Caridina pseudodenticulata Hung, Chan & Yu, 1993
- Caridina pseudonilotica Richard & Clark, 2005
- Caridina pseudoserrata Đăng & Ðỗ, 2007
- Caridina qingyuanensis Guo & He, 2007
- Caridina rajadhari Bouvier, 1918
- Caridina rangoona Cai & Ng, 2000
- Caridina rapaensis Edmondson, 1935
- Caridina richtersi Thallwitz, 1892
- Caridina roubaudi Bouvier, 1925
- Caridina rouxi De Man, 1915
- Caridina rubella Fujino & Shokita, 1975
- Caridina rubropunctata Đăng & Ðỗ, 2007
- Caridina samar Cai & Anker, 2004
- Caridina sarasinorum Schenkel, 1902
- Caridina schenkeli von Rintelen & Cai, 2009
- Caridina semiblepsia Guo, Choy & Gui, 1996
- Caridina serrata Stimpson, 1860
- Caridina serratirostris De Man, 1892
- Caridina shenoyi Jalihal & Sankolli v. Jalihal, Shenoy & Sankolli, 1984
- Caridina sikipozo de Mazancourt a kol. 2020
- Caridina shilinica Liang & Cai, 2000
- Caridina similis Bouvier, 1904
- Caridina simoni Bouvier, 1904
- Caridina sinanensis Xu, Li, Zheng & Guo, 2020
- Caridina sodenensis Richard & Clark, 2009
- Caridina solearipes Guo & De Grave, 1997
- Caridina songtaoensis Liang, 2004
- Caridina spathulirostris Richters, 1880
- Caridina spelunca Choy, 1996
- Caridina sphyrapoda Liang & Zhou, 1993
- Caridina spinalifrons Guo & De Grave, 1997
- Caridina spinata Woltereck, 1937
- Caridina spinipoda Liang, Hong & Yang, 1990
- Caridina spinosipes Liang, Guo & Tang, 1999
- Caridina spinula Choy & Marshall, 1997
- Caridina spongicola Zitzler & Cai, 2006
- Caridina steineri Cai, 2005
- Caridina striata von Rintelen & Cai, 2009
- Caridina subventralis Richard & Clark, 2005
- Caridina sulawesi Cai & Ng, 2009
- Caridina sumatianica Cai & Yuan, 1996
- Caridina sumatrensis De Man, 1892
- Caridina sundanella Holthuis, 1978
- Caridina susuruflabra Richard & Clark, 2009
- Caridina temasek Choy & Ng, 1991
- Caridina tenuirostris Woltereck, 1937
- Caridina tetrazona Chen, Chen, & Guo, 2020
- Caridina thambipillai Johnson, 1961
- Caridina thermophila Rieka, 1953
- Caridina thomasi von Rintelen, Karge & Klotz, 2008
- Caridina timorensis De Man, 1893
- Caridina togoensis Hilgendorf, 1893
- Caridina tonkinensis Bouvier, 1919
- Caridina trifasciata Yam & Cai, 2003
- Caridina troglodytes Holthuis, 1978
- Caridina troglophila Holthuis, 1965
- Caridina tumida L. Wang, Liang & F. Li, 2008
- Caridina tupaia de Mazancourt, Marquet & Keith, 2019
- Caridina turipi de Mazancourt a kol. 2020
- Caridina typus H. Milne-Edwards, 1837
- Caridina uminensis Đăng & Ðỗ, 2007
- Caridina umtatensis Richard & Clark, 2009
- Caridina unca Gurney, 1984
- Caridina valencia Cai, Choy & Ng, 2009
- Caridina venusta L. Wang, Liang & F. Li, 2008
- Caridina vietriensis Đăng & Ðỗ, 2007
- Caridina villadolidi Blanco, 1939
- Caridina vitiensis Borradaile, 1899
- Caridina weberi De Man, 1892
- Caridina williamsi Cai & Ng, 2000
- Caridina woltereckae Cai, Wowor & Choy, 2009
- Caridina wumingensis Cai & NK Ng, 1999
- Caridina wyckii (Hickson, 1888)
- Caridina xiangnanensis X.-Y. Liu, Guo & Yu, 2006
- Caridina xiphias Bouvier, 1925
- Caridina yilong Cai & Liang, 1999
- Caridina yulinica Cai & NK Ng, 1999
- Caridina yunnanensis Yü, 1938
- Caridina zebra Short, 1993
- Caridina zeylanica Arudpragasam & Costa, 1962
- Caridina zhejiangensis Liang & Zheng, 1985
- Caridina zhongshanica Liang, 2004

Existují důkazy o hybridizaci mezi sympatickými taxony, které vyžadují opatrnost při interpretaci molekulárních fylogenetických analýz, které nepoužívají velké množství vzorků.
Řada fylogenetických studií zpochybnila monofylii Caridiny.

## Hrozby a ochrana
Od března 2023 je na Červeném seznamu IUCN 56 druhů rodu Caridina jako ohrožených, z toho 18 jako kriticky ohrožených, 5 jako ohrožených a 33 jako zranitelných. Z nich dvě (Caridina apodosis a Caridina yilong) jsou uvedeny jako vyhynulé a jedna (Caridina dennerli) je uvedena jako vyhynulá ve volné přírodě.